# آمریگو کاستریگلا
آمریگو کاستریگلا (ایتالیایی: Amerigo Castrighella؛ ۱۹۲۶ – ۱۹۸۹) بازیگر اهل ایتالیا بود.
از فیلم‌هایی که وی در آن‌ها نقش داشته است، می‌توان به خوب، بد، زشت، بکش کنار! الدورادو به ترینیتی می‌آید، برای تابوتی پر از دلار و سرتو بدزد… مرد اشاره نمود.